# کانی کارپنتر-فینی
کانی کارپنتر-فینی (انگلیسی: Connie Carpenter-Phinney؛ زادهٔ ۲۶ فوریهٔ ۱۹۵۷) دوچرخه‌سوار و اسکیت‌باز سرعت اهل ایالات متحده آمریکا بود.
وی در مسابقات کشوری و بین‌المللی در مجموع برندهٔ ۲ مدال طلا، ۲ مدال نقره، ۱ مدال برنز شده‌است.